# KK Komušina Haiterbach

KK Komušina (KKK Haiterbach) je košarkaški klub Hrvata u Njemačkoj iz Haiterbacha. Natječe se u Regionalnoj ligi Baden-Würtemberga. Velikan je Regionalne lige. HKSD Komušina Haiterbach organizira tradicionalnu Komušansku večer. Za Komušinu igraju Hrvati, Nijemci i Amerikanci.
Dio je društva HKSD Komušina iz Haiterbacha, koje okuplja uglavnom doseljenike Hrvate iz BiH. 
Slovi kao najuspješniji hrvatski košarkaški klub zadnjih godina u Njemačkoj. HKSD je imalo nekad i uspješnu nogometnu momčad, a danas s košarkašima djeluje i folklorna sekcija koja nastupa diljem Njemačke pokazujući običaje Hrvata i narodno blago svog kraja koje se čuva u Svetištu Blažene Djevice Marije Kondžilske. Haiterbach je zahvatila košarkaška groznica zbog čega je košarkaška sekcija Komušine došla u prvi plan. Prva i druga Komušine natječu se u Landesligi i Kreisligi. U klubu djeluju tri kadetska sastava od uzrasta od 10 do 18 godina. Komušina usko surađuje s bundesligašem Walter Tigers iz Tübingena koji prati razvoj Komušine, prije svega mladeži. Najbolji mladi košarkaši odlaze u tübingenski klub. Mladeški pogon osnovala je 2009. godine. Druga momčad Komušine natječe se u Bezirksligi. 2017./18. osvojila je visoko 4. mjesto s igračima dobna prosjeka 18-19 godina. 
Proljeća 2018. prva momčad završila je na petom mjestu. Time već šest sezona uzastopce postiže senzacijski uspjeh. Natječe se u najvišem savezne države Baden-Württemberga, pored regionalnih košarkaških velikana kao što su Mannheim, Karlsruhe, Reutlingen, Heidelberg i Ulm, među njima se našla Komušina iz malog gradića Haiterbacha od samo šest tisuća stanovnika. K tome, Komušina je stalno u prvoj petorici.

## Vanjske poveznice
- KK Komusina Haiterbach
- Instagram - Komusina Haiterbach
- Facebook - Komusina Haiterbach (na njemačkome)
- Youtube - promotivni video